# Hebius atemporale
Hebius atemporale är en ormart som beskrevs av Bourret 1934. Hebius atemporale ingår i släktet Hebius och familjen snokar. Inga underarter finns listade i Catalogue of Life.
Arten förekommer i norra Vietnam och i sydöstra Kina, inklusive Hongkong. Honor lägger ägg.